# فهرست جت‌های مسافربری
این مقاله فهرستی از هواپیماهای مسافربری جت ساخته شده‌است که هواپیماهای مسافربری توربوپراپ و موتورهای رفت و برگشتی را شامل نمی‌شود. همچنین جت‌های تجاری و هواپیماهایی که عمدتاً برای حمل و نقل محموله‌های هوایی طراحی شده‌اند، در این فهرست، قرار نگرفته‌اند.

## در حال تولید
| هواپیما                   | سازنده       | موتور | نخستین پرواز               | ورود به ناوگان             | پایان تولید    | تعداد تولیدشده        | فعال  |
| ------------------------- | ------------ | ----- | -------------------------- | -------------------------- | -------------- | --------------------- | ----- |
| ایرباس ای۲۲۰              | کانادا       | ۲     | ۲۰۱۳                       | ۲۰۱۶                       | در حال تولید   | ۱۷۹ (اکتبر. ۲۰۲۱)     | ۱۴۶   |
| خانواده ایرباس ای۳۲۰نئو   | اروپا        | ۲     | ۱۹۸۶                       | ۱۹۸۷                       | در حال تولید   | ۱۰٬۰۶۶ (اکتبر. ۲۰۲۱)  | ۸٬۳۷۴ |
| ایرباس ای۳۳۰نئو           | اروپا        | ۲     | ۱۹۹۲                       | ۱۹۹۴                       | در حال تولید   | ۱٬۵۲۱ (اکتبر. ۲۰۲۱)   | ۱٬۳۰۳ |
| ایرباس ای۳۵۰ ایکس‌دابلیوبی | اروپا        | ۲     | ۲۰۱۳                       | ۲۰۱۴                       | در حال تولید   | ۴۴۳ (اکتبر. ۲۰۲۱)     | ۴۳۶   |
| آنتونوف ای‌ان-۱۴۸          | اوکراین      | ۲     | ۲۰۰۴                       | ۲۰۰۹                       | در حال تولید   | ۳۵                    | ۸     |
| بوئینگ ۷۳۷                | ایالات متحده | ۲     | ۱۹۶۷                       | ۱۹۶۸                       | در حال تولید   | ۱۰٬۶۳۶ (ژانویه. ۲۰۲۱) | ۷٬۶۴۹ |
| بوئینگ ۷۴۷                | ایالات متحده | ۴     | ۱۹۶۹                       | ۱۹۷۰                       | توقف تولید     | ۱٬۵۶۲ (دسامبر. ۲۰۲۰)  | ۴۸۱   |
| بوئینگ ۷۶۷                | ایالات متحده | ۲     | ۱۹۸۱                       | ۱۹۸۲                       | در حال تولید   | ۱٬۲۱۹ (ژوئن. ۲۰۲۱)    | ۷۶۴   |
| بوئینگ ۷۷۷                | ایالات متحده | ۲     | ۱۹۹۴                       | ۱۹۹۵                       | در حال تولید   | ۱٬۶۵۶ (ژانویه. ۲۰۲۱)  | ۱٬۴۸۳ |
| بوئینگ ۷۸۷ دریم‌لاینر      | ایالات متحده | ۲     | ۲۰۰۹                       | ۲۰۱۱                       | در حال تولید   | ۹۹۲ (دسامبر. ۲۰۲۰)    | ۹۶۱   |
| کوماک ای‌آرجی۲۱            | چین          | ۲     | ۲۰۰۸                       | ۲۰۱۵                       | در حال تولید   | ۵۲                    | ۳۱    |
| Comac C919                | چین          | ۲     | ۲۰۱۷                       | ۲۰۲۲ (برنامه‌ریزی شده)      | معرفی خواهد شد | ۶                     |       |
| کرایک سی‌آر۹۲۹             | چین/روسیه    | ۲     | ۲۰۲۵–۲۰۲۶ (برنامه‌ریزی شده) | ۲۰۲۸–۲۰۲۹ (برنامه‌ریزی شده) | معرفی خواهد شد |                       |       |
| خانواده امبرائر ئی-جت ئی۲ | برزیل        | ۲     | ۲۰۱۶                       | ۲۰۱۸                       | در حال تولید   | ۳۰ (نوامبر. ۲۰۲۰)     | ۲۳    |
| ایلیوشین ایل-۹۶           | روسیه        | ۴     | ۱۹۸۸                       | ۱۹۹۲                       | در حال تولید   | ۳۱ (مه ۲۰۲۱)          | ۴     |
| ایرکوت ام‌سی-۲۱            | روسیه        | ۲     | ۲۰۱۷                       | ۲۰۲۲ (برنامه‌ریزی شده)      | معرفی خواهد شد | ۵                     |       |
| میتسوبیشی اسپیس‌جت         | ژاپن         | ۲     | ۲۰۱۵                       | ۲۰۲۱ (برنامه‌ریزی شده)      | تعلیق تولید    | ۸                     |       |
| سوخو سوپرجت ۱۰۰           | روسیه        | ۲     | ۲۰۰۸                       | ۲۰۱۱                       | در حال تولید   | ۲۲۱ (فوریهٔ ۲۰۲۲)      | ۱۶۰   |
| توپولف تو-۲۰۴             | روسیه        | ۲     | ۱۹۸۹                       | ۱۹۹۶                       | در حال تولید   | ۸۹ (مه ۲۰۲۱)          | ۱۸    |

## توقف تولید
| هواپیما                         | سازنده       | موتور | نخستین پرواز | ورود به ناوگان | پایان تولید  | تعداد تولیدشده                           | فعال (۲۰۲۰) |
| ------------------------------- | ------------ | ----- | ------------ | -------------- | ------------ | ---------------------------------------- | ----------- |
| ایرباس ای۳۰۰                    | اروپا        | ۲     | ۱۹۷۲         | ۱۹۷۴           | ۲۰۰۷         | ۵۶۱                                      | ۱۹۷         |
| ایرباس ای۳۱۰                    | اروپا        | ۲     | ۱۹۸۲         | ۱۹۸۳           | ۱۹۹۸         | ۲۵۵                                      | ۲۶          |
| ایرباس ای۳۱۰ ام‌آرتی‌تی           | اروپا        | ۲     | ۲۰۰۲         | ۲۰۰۳           | ۲۰۱۳         | ۸۰                                       | ۲۴          |
| ایرباس ای۳۴۰                    | اروپا        | ۴     | ۱۹۹۱         | ۱۹۹۳           | ۲۰۱۱         | ۳۸۰ (۳۷۷ تحویل شده به شرکت‌های هواپیمایی) | ۱۴۸         |
| ایرباس ای۳۸۰                    | اروپا        | ۴     | ۲۰۰۵         | ۲۰۰۷           | ۲۰۲۱         | ۲۴۹ (اکتبر. ۲۰۲۱)                        | ۲۳۷         |
| بوئینگ ۷۲۷                      | ایالات متحده | ۳     | ۱۹۶۳         | ۱۹۶۴           | ۱۹۸۴         | ۱٬۸۳۲                                    | ۴۴          |
| بوئینگ ۷۵۷                      | ایالات متحده | ۲     | ۱۹۸۲         | ۱۹۸۳           | ۲۰۰۴         | ۱٬۰۵۰                                    | ۶۸۳         |
| بوئینگ ۷۱۷                      | ایالات متحده | ۲     | ۱۹۹۷         | ۱۹۹۹           | ۲۰۰۶         | ۱۵۶                                      | ۱۴۵         |
| Bombardier CRJ100/CRJ200/CRJ440 | کانادا       | ۲     | ۱۹۹۱         | ۱۹۹۲           | ۲۰۰۶         | ۱٬۰۲۱                                    | ۶۲۱         |
| بمباردیه سی‌آرجی ۷۰۰/۹۰۰         | کانادا       | ۲     | ۱۹۹۹         | ۲۰۰۱           | ۲۰۲۰         | ۹۲۴                                      | ۸۲۵         |
| بریتیش ایروسپیس ۱۴۶             | بریتانیا     | ۴     | ۱۹۸۱         | ۱۹۸۳           | ۲۰۰۱         | ۳۸۷                                      | ۲۰۴         |
| داگلاس دی‌سی-۸                   | ایالات متحده | ۴     | ۱۹۵۸         | ۱۹۵۹           | ۱۹۷۲         | ۵۵۶                                      | ۹           |
| خانواده امبرائر ئی‌آرجی          | برزیل        | ۲     | ۱۹۹۵         | ۱۹۹۶           | ۲۰۲۰         | ۱٬۲۳۱                                    | ۶۱۰         |
| خانواده امبرائر ئی-جت           | برزیل        | ۲     | ۲۰۰۲         | ۲۰۰۴           | در حال تولید | ۱٬۵۹۴ (دسامبر. ۲۰۲۰)                     | ۱٬۴۴۳       |
| فیرچایلد دورنیه ۳۲۸جت           | آلمان        | ۲     | ۱۹۹۸         | ۱۹۹۹           | ۲۰۰۲         | ۱۱۰                                      | ۱۸          |
| فوکر ۱۰۰                        | هلند         | ۲     | ۱۹۸۶         | ۱۹۸۸           | ۱۹۹۷         | ۲۸۳                                      | ۱۰۹         |
| فوکر ۷۰                         | هلند         | ۲     | ۱۹۹۳         | ۱۹۹۴           | ۱۹۹۷         | ۴۸                                       | ۳۵          |
| ایلیوشین ایل-۶۲                 | شوروی/روسیه  | ۴     | ۱۹۶۳         | ۱۹۶۷           | ۱۹۹۵         | ۲۹۲                                      | ۵           |
| مک‌دانل داگلاس دی‌سی-۹            | ایالات متحده | ۲     | ۱۹۶۵         | ۱۹۶۵           | ۱۹۸۲         | ۹۷۶                                      | ۳۴          |
| مک‌دانل داگلاس ام‌دی-۸۰           | ایالات متحده | ۲     | ۱۹۷۹         | ۱۹۸۰           | ۱۹۹۹         | ۱٬۱۹۱                                    | ۲۵۰         |
| مک‌دانل داگلاس دی‌سی-۱۰           | ایالات متحده | ۳     | ۱۹۷۰         | ۱۹۷۱           | ۱۹۸۸         | ۳۸۶                                      | ۲۷          |
| مک‌دانل داگلاس ام‌دی-۱۱           | ایالات متحده | ۳     | ۱۹۹۰         | ۱۹۹۰           | ۲۰۰۰         | ۲۰۰                                      | ۱۲۰         |
| توپولف تو-۱۳۴                   | شوروی        | ۲     | ۱۹۶۳         | ۱۹۶۷           | ۱۹۸۴         | ۸۵۴                                      | ۲           |
| توپولف تو-۱۵۴                   | شوروی/روسیه  | ۳     | ۱۹۶۸         | ۱۹۷۲           | ۲۰۱۳         | ۱٬۰۲۶                                    | ۹           |
| یاکوولف یاک-۴۰                  | شوروی        | ۳     | ۱۹۶۶         | ۱۹۶۸           | ۱۹۸۱         | ۱٬۰۱۱                                    | ۲۰          |
| یاکوولف یاک-۴۲                  | شوروی/ روسیه | ۳     | ۱۹۷۵         | ۱۹۸۰           | ۲۰۰۳         | ۱۸۵                                      | ۲۸          |

## کاربری در گذشته
| هواپیما                   | سازنده          | موتور | نخستین پرواز | ورود به ناوگان | پایان تولید | تعداد تولیدشده | بازنشستگی                                |
| ------------------------- | --------------- | ----- | ------------ | -------------- | ----------- | -------------- | ---------------------------------------- |
| مک‌دانل داگلاس ام‌دی-۹۰     | ایالات متحده    | ۲     | ۱۹۹۳         | ۱۹۹۵           | ۲۰۰۰        | ۱۱۶            | ۲۰۲۰                                     |
| فوکر اف۲۸ فلوشیپ          | هلند            | ۲     | ۱۹۶۷         | ۱۹۶۹           | ۱۹۸۷        | ۲۴۱            | ۲۰۲۰                                     |
| وی‌اف‌دابلیو-فوکر ۶۱۴       | آلمان           | ۲     | ۱۹۷۱         | ۱۹۷۵           | ۱۹۷۸        | ۱۹             | ۲۰۱۲                                     |
| ویکرز وی‌سی۱۰              | بریتانیا        | ۴     | ۱۹۶۲         | ۱۹۶۴           | ۱۹۷۰        | ۵۴             | ۲۰۱۳                                     |
| توپولف تو-۳۳۴             | روسیه           | ۲     | ۱۹۹۹         | لغو شده        | ۲۰۰۹        | ۲              | لغو شده                                  |
| توپولف تو-۱۰۴             | شوروی           | ۲     | ۱۹۵۵         | ۱۹۵۶           | ۱۹۶۰        | ۲۰۱            | ۱۹۸۱                                     |
| توپولف تو-۱۱۰             | شوروی           | ۴     | ۱۹۵۷         | لغو شده        | ۱۹۵۷        | ۴              | لغو شده                                  |
| توپولف تو-۱۲۴             | شوروی           | ۲     | ۱۹۶۰         | ۱۹۶۲           | ۱۹۶۵        | ۱۶۴            | ۱۹۹۱                                     |
| توپولف تو-۱۴۴             | شوروی           | ۴     | ۱۹۶۸         | ۱۹۷۷           | ۱۹۸۳        | ۱۶             | ۱۹۹۹                                     |
| Shanghai Y-10             | چین             | ۴     | ۱۹۸۰         | لغو شده        | ۱۹۸۰        | ۳              | لغو شده                                  |
| سود اویاسیون کاراوله      | فرانسه          | ۲     | ۱۹۵۵         | ۱۹۵۹           | ۱۹۷۳        | ۲۸۲            | ۲۰۰۵                                     |
| لاکهید ال-۱۰۱۱ تری‌استار   | ایالات متحده    | ۳     | ۱۹۷۰         | ۱۹۷۲           | ۱۹۸۴        | ۲۵۰            | ۲۰۲۰                                     |
| ایلیوشین ایل-۸۶           | شوروی           | ۴     | ۱۹۷۶         | ۱۹۸۰           | ۱۹۹۵        | ۱۰۶            | ۲۰۱۱ (کاربری تجاری)                      |
| هاوکر سیدلی تریدنت        | بریتانیا        | ۳     | ۱۹۶۲         | ۱۹۶۴           | ۱۹۷۸        | ۱۱۷            | ۱۹۹۵                                     |
| کانویر ۸۸۰                | ایالات متحده    | ۴     | ۱۹۵۹         | ۱۹۶۰           | ۱۹۶۲        | ۶۵             | ۲۰۰۰                                     |
| کانویر ۹۹۰ کورونادو       | ایالات متحده    | ۴     | ۱۹۶۱         | ۱۹۶۲           | ۱۹۶۳        | ۳۷             | ۱۹۹۴                                     |
| داسو مرکور                | فرانسه          | ۲     | ۱۹۷۱         | ۱۹۷۴           | ۱۹۷۵        | ۱۲             | ۱۹۹۵                                     |
| د هویلند کامت             | بریتانیا        | ۴     | ۱۹۴۹         | ۱۹۵۲           | ۱۹۶۴        | ۱۱۲            | ۱۹۹۷                                     |
| Boeing 720                | ایالات متحده    | ۴     | ۱۹۵۹         | ۱۹۶۰           | ۱۹۶۷        | ۱۵۴            | ۲۰۱۰                                     |
| Avro Canada C102 Jetliner | کانادا          | ۴     | ۱۹۴۹         | لغو شده        | ۱۹۴۹        | ۱              | لغو شده                                  |
| Baade 152                 | آلمان شرقی      | ۴     | ۱۹۵۸         | لغو شده        | ۱۹۶۱        | ۳              | لغو شده                                  |
| بی‌ای‌سی یک-یازده           | بریتانیا        | ۲     | ۱۹۶۳         | ۱۹۶۵           | ۱۹۸۹        | ۲۴۴            | ۲۰۱۹                                     |
| بی‌ای‌سی یک-یازده           | رومانی          | ۲     | ۱۹۸۲         | ۱۹۸۳           | ۱۹۹۳        | ۹              | ۲۰۱۹                                     |
| بوئینگ ۷۰۷                | ایالات متحده    | ۴     | ۱۹۵۷         | ۱۹۵۸           | ۱۹۷۹        | ۸۶۵            | ۲۰۱۹ (توقف کابری تجاری پس از سانحهٔ ساها) |
| کنکورد                    | بریتانیا/فرانسه | ۴     | ۱۹۶۹         | ۱۹۷۶           | ۱۹۷۹        | ۲۰             | ۲۰۰۳                                     |